# Leptokoenenia thalassophobica
Espèce
Leptokoenenia thalassophobica est une espèce de palpigrades de la famille des Eukoeneniidae.

## Distribution
Cette espèce est endémique du Pará au Brésil. Elle se rencontre dans les grottes GEM 1769, N4WS06 et N4WS55 à Parauapebas.

## Description
Le mâle holotype mesure 0,715 mm et la femelle paratype 0,835 mm.

## Publication originale
- Souza & Ferreira, 2013 : Two New Species of the Enigmatic Leptokoenenia (Eukoeneniidae: Palpigradi) from Brazil: First Record of the Genus Outside Intertidal Environments. PLOS ONE, vol. 8, no 11(11), e77840, p. 1-18 (texte intégral).